# Agglomération de la Région de Compiègne et de la Basse Automne
L'Agglomération de la Région de Compiègne et de la Basse Automne (ARCBA) est une communauté d'agglomération française située dans le département de l'Oise et la région Hauts-de-France. créée en 2017

## Historique
L'intercommunalité est née dans le cadre des dispositions de la loi portant nouvelle organisation territoriale de la République (Loi NOTRe) du 7 août 2015, qui prévoit que les établissements publics de coopération intercommunale (EPCI) à fiscalité propre doivent avoir un minimum de 15 000 habitants, et en exécution du schéma départemental de coopération intercommunale (SDCI) de 2016 de la fusion en 2017 de la communauté d'agglomération de la région de Compiègne avec la communauté de communes de la Basse Automne.
L'arrêté préfectoral créant la nouvelle intercommunalité est signé le 28 novembre 2016,,.

## Territoire communautaire

### Composition
Elle est composée  des 22 communes suivantes :

| Nom                     | Code Insee | Gentilé               | Superficie (km2) | Population (dernière pop. légale) | Densité (hab./km2) |
| ----------------------- | ---------- | --------------------- | ---------------- | --------------------------------- | ------------------ |
| Compiègne (siège)       | 60159      | Compiégnois           | 53,1             | 40 808 (2022)                     | 769                |
| Armancourt              | 60023      | Armancourtois         | 2,03             | 531 (2022)                        | 262                |
| Béthisy-Saint-Martin    | 60067      | Béthisiens            | 9,82             | 992 (2022)                        | 101                |
| Béthisy-Saint-Pierre    | 60068      | Béthisiens            | 6,53             | 3 133 (2022)                      | 480                |
| Bienville               | 60070      | Bienvillois           | 3,51             | 489 (2022)                        | 139                |
| Choisy-au-Bac           | 60151      | Cosaciens             | 15,86            | 3 386 (2022)                      | 213                |
| Clairoix                | 60156      | Clairoisiens          | 4,7              | 2 220 (2022)                      | 472                |
| Janville                | 60323      |                       | 0,94             | 635 (2022)                        | 676                |
| Jaux                    | 60325      | Jauens                | 8,63             | 2 240 (2022)                      | 260                |
| Jonquières              | 60326      | Jonquièrois           | 7,32             | 600 (2022)                        | 82                 |
| Lachelle                | 60337      | Lachellois            | 9,07             | 807 (2022)                        | 89                 |
| Lacroix-Saint-Ouen      | 60338      | Croisés-Saintodoniens | 20,83            | 5 175 (2022)                      | 248                |
| Margny-lès-Compiègne    | 60382      | Margnotins            | 6,66             | 8 700 (2022)                      | 1 306              |
| Le Meux                 | 60402      | Ulmeusiens            | 7,8              | 2 310 (2022)                      | 296                |
| Néry                    | 60447      |                       | 16,34            | 646 (2022)                        | 40                 |
| Saintines               | 60578      |                       | 2,87             | 1 062 (2022)                      | 370                |
| Saint-Jean-aux-Bois     | 60579      | Solitaires            | 25,21            | 341 (2022)                        | 14                 |
| Saint-Sauveur           | 60597      | Saint-Salvatoriens    | 16,5             | 1 752 (2022)                      | 106                |
| Saint-Vaast-de-Longmont | 60600      | Valmontois            | 4,9              | 647 (2022)                        | 132                |
| Venette                 | 60665      | Venettiens            | 8,45             | 2 776 (2022)                      | 329                |
| Verberie                | 60667      | Sautriauts            | 15,05            | 3 858 (2022)                      | 256                |
| Vieux-Moulin            | 60674      | Vieux-Moulinois       | 17,65            | 600 (2022)                        | 34                 |

### Démographie
| 1968   | 1975   | 1982   | 1990   | 1999   | 2010   | 2015   | 2021   |
| ------ | ------ | ------ | ------ | ------ | ------ | ------ | ------ |
| 55 746 | 65 309 | 69 929 | 75 786 | 78 923 | 81 512 | 81 829 | 83 014 |

## Organisation

### Siège
Le siège de la communauté d'agglomération est en mairie de Compiègne.

### Élus
La communauté de communes est administrée par son conseil communautaire, composé de 53 conseillers municipaux représentant les 22 communes membres, répartis comme suit en fonction de leur population pour la mandature 2020-2026 :

- 25 délégués pour Compiègne ;

- 5 délégués pour Margny-lès-Compiègne ;

- 2 délégués pour Lacroix-Saint-Ouen, Verberie, Choisy-au-Bac ;

- 1 délégué et son suppléant pour les autres communes.
Au terme des élections municipales de 2020 dans l'Oise, le conseil communautaire renouvelé a réélu le 10 juillet 2020 son président, Philippe Marini, maire de Compiègne, et désigné ses 14 vice-présidents, qui sont, : 
- Bernard Hellal, maire de Margny-lès-Compiègne, délégué aux relations avec les administrations de l’État, de la région Hauts-de-France et du Département de l’Oise, ainsi qu'à l'aérodrome aux aides à la pierre et au PLH
- Laurent Portebois, maire de Clairoix, délégué pour toutes questions relevant de la commission Finances et les questions foncières
- Jean Desessart, Maire de La Croix Saint Ouen, délégué à l’économie, aux ressources humaines, à la mutualisation et aux questions administratives de l’ARC ;
- Nicolas Leday, maire-adjoint de Compiègne, délégué aux transports et à la mobilité ;
- Éric de Valroger, maire-adjoint de Compiègne, délégué aux grandes infrastructures, à la sécurité et la vidéo-protection ;
- Jean-Pierre Lebœuf, maire de Saint-Jean-aux-Bois, délégué au Tourisme, aux relations avec le comité régional et départemental du Tourisme et le Château de Compiègne
- Éric Bertrand, maire d'Armancourt, délégué à la gestion de l'eau potable ;
- Benjamin Oury, conseiller municipal de Compiègne, délégué à l’aménagement et à l’urbanisme, au plan de prévention des risques d’inondation et aux relations avec le monde agricole ;
- Jean-Pierre Desmoulins, maire de Saintines, délégué à la gestion des eaux pluviales ;
- Jean-Luc Mignard, maire de Choisy-au-Bac, délégué à l’organisation et aux décisions de la commission d'appel d'offres ;
- Romuald Seels, maire de Venette, délégué à l’aménagement des parcs d’activités et à l’aménagement des zones commerciales ;
- Évelyne Le Chapellier, maire du Meux, déléguée au plan climat énergie territorial ;
- Béatrice Martin, maire de Vieux-Moulin, déléguée au patrimoine et aux paysages, aux relations avec l’Office National des Forêts ;
- Claude Picart, maire de Néry, délégué aux équipements.

Le bureau communautaire pour le mandat 2020-2026 est constitué du président, des 14 vice-présidents et de 16 autres membres.

### Liste des Présidents
| Période      | Période                          | Identité        | Étiquette | Qualité |
| ------------ | -------------------------------- | --------------- | --------- | --- |
| janvier 2017 | En cours (au 1er septembre 2023) | Philippe Marini | LR        | Maire de Compiègne (1987 → ) Sénateur de l'Oise (1992 → 2015) Président de l'ex-agglomération de la région de Compiègne (2005 → 2015) Réélu pour le mandat 2020-2026 |

### Compétences
L'intercommunalité exerce les compétences qui lui ont été transférées par les communes membres, dans les conditions fixées par le code général des collectivités territoriales. Il s'agit de : 
- Actions de développement économique : zones d’activité, politique locale du commerce et soutien aux activités commerciales d’intérêt communautaire (observation des dynamiques commerciales et animation du commerce, conseils et orientations aux actions d’animation à vocation commerciale auprès des communes et des commerçants, dispositif  d’aides aux activités commerciales de proximité), promotion du tourisme, actions intercommunales de promotion et du développement de l’emploi ; participation à des actions communales en faveur de l’emploi ;
- Aménagement : schéma de cohérence territoriale (SCoT), plan local d’urbanisme (PLU), carte communale et autres documents d'urbanisme,  zones  d’aménagement  concerté (ZAC)  reconnues d’intérêt  communautaire ; organisation de la mobilité ; étude relative aux opérations d’aménagement urbain et de réhabilitation des centres bourgs ;
- Équilibre social de l'habitat : programme local de l’habitat (PLH), politique du logement d’intérêt communautaire, organisation de la conférence intercommunale du logement (CIL), garanties d'emprunt, actions  et  aides  financières  en  faveur  du  logement  social  d’intérêt  communautaire, programmation des logements sociaux et attribution, réserves foncières pour la mise en œuvre de la politique communautaire d’équilibre social de l’habitat, action, par des opérations d’intérêt communautaire, en faveur du logement des personnes défavorisées (participation à la mise en œuvre du Plan Départemental d’Action pour l’Hébergement et le Logement des Personnes Défavorisées), amélioration du parc immobilier bâti d’intérêt communautaire (OPAH et participation financière aux actions communales de réhabilitation du patrimoine local à vocation résidentielle) ;
- Politique de la Ville : diagnostic du territoire et définition des orientations du contrat de la ville,  animation et coordination des dispositifs contractuels de développement urbain, de développement local et d’insertion économique et sociale ainsi que des dispositifs locaux de prévention de la délinquance, programmes d’actions définis dans le contrat de la ville ;
- Eau, assainissement et inondations : gestion des milieux aquatiques et prévention des inondations (GEMAPI), réseaux  d’eau  usées  et  station  d’épuration, mise  en œuvre d’une politique d’assainissement individuel ; eau potable, mesures compensatoires dans le cadre de la lutte contre les crues  et réalisation des postes de crues. schémas  d’aménagements  et  de gestion  de  l’eau (SAGE)  d’Oise  Aronde,  d’Oise  Moyenne,  de  Nonette  et  d’Automne, par  l’adhésion  au  syndicat  désigné structure porteuse de chacun de ces SAGE ;
- Accueil de gens du voyage : aire d'accueil pour les Gens du voyage en France ;
- Voirie (Pont neuf entre Compiègne et Margny-lès-Compiègne, passerelle reliant le lycée Charles de Gaulle à Jaux, projet de liaison entre la gare et le Cours Guynemer à Compiègne, trémie  sous  la  voie  de  chemin  de  fer  reliant  le  nouveau  pont  sur  l’Oise  au quartier de la Prairie à Margny-lès-Compiègne, projet de liaison entre l’UTC et le Parc Technologique des Rives de l’Oise), parkings de desserte des gares ferroviaires du territoire, aménagement  paysager  et  entretien  des  entrées  d’agglomération  sur  les  principaux  axes structurants du groupement à l’interface entre les secteurs urbanisés et les zones rurales,  pistes et voies cyclables reliant au moins deux communes entre elles ;
- Protection et mise en valeur de l'environnement : collecte et traitement des déchets des ménages et déchets assimilés, lutte contre la pollution de l’air, lutte contre les nuisances sonores, soutient aux actions de maitrise de la demande d’énergie ;
- Coopération intercommunautaire : Participation au pôle d’équilibre territorial et à toute autre structure de coopération territoriale prévue par les textes ;
- Soutien aux actions du territoire et aux communes : équipement  culturels  et  sportifs  et  équipements  de  l’enseignement  pré-élémentaire  et élémentaire ; fonds de concours ;
- Culture, sports et loisirs : équipements culturels et sportifs d’intérêt communautaire (terrain de bicross à Clairoix, terrains de football situés sur le plateau de Margny-lès-Compiègne, stade Paul Petit Poisson à Compiègne,  gymnases du site de l’ancienne École d’État-Major à Compiègne, bâtiments sportifs du collège Claude Debussy à Margny-lès-Compiègne), participation à des évènements sportifs de rayonnement régional ou national, loisirs et sport nautiques et aéronautiques (aérodrome de Margny-lès-Compiègne et ports de plaisance) ;
- Service public des réseaux de communications électroniques à haut et très haut débit ;
- Sécurité et incendie : Incendie (gestion et équipement des Corps de Première intervention non encore départementalisés,  contribution  financière  au  SDIS  en  lieu  et  place  des  communes membres), études préalables relatives aux transferts de compétences à la Communauté, notamment la compétence défense extérieure contre l’incendie (DECI) ; Sécurité (études et investissements en faveur de la sécurité des biens et des personnes, coordination, dans le cadre du CISPD ou sur demande des communes ou regroupement de communes, de leurs actions en faveur de la sécurité), gestion d’un centre de supervision intercommunal ;
- Services à la population : dispositifs de relais d’assistantes maternelles et des équipements associés, réalisation et gestion d’un crématorium.

En 2021; la communauté d'agglomération est membre des structures de coopération suivantes pour la mise en œuvre de ses compétences :
- Syndicat interdépartemental du S.A.G.E. de la Nonette ;
- Syndicat mixte des transports collectifs de l'Oise ;
- Syndicat mixte Oise-Aronde ;
- Pôle métropolitain de l'Oise ;
- Syndicat Mixte du Département de l'Oise, pour le transport et le traitement des déchets ménagers et assimilés ;
- Entente Oise-Aisne ,
- Syndicat mixte intercommunal d'alimentation en eau potable d'Auger-Saint-Vincent ;
- Syndicat mixte du SAGE Oise Moyenne (200092823)
- Syndicat mixte du port fluvial de Longueil-Sainte-Marie ;
- Pôle Métropolitain de l'Oise ;
- Syndicat mixte Oise très haut débit ;
- Syndicat d'aménagement et de gestion des eaux du bassin Automne (S.A.G.E.B.A.)

### Régime fiscal et budget
La Communauté d'agglomération est un établissement public de coopération intercommunale à fiscalité propre.
Afin de financer l'exercice de ses compétences, l'ARCBA perçoit, comme toutes les communautés d'agglomération,  la fiscalité professionnelle unique (FPU) – qui a succédé à la taxe professionnelle unique (TPU) – et assure une péréquation de ressources entre les communes résidentielles et celles dotées de zones d'activité.
Elle perçoit également une redevance d'enlèvement des ordures ménagères (REOM) qui finance le fonctionnement de ce service public.
Elle ne reverse pas de dotation de solidarité communautaire (DSC) à ses communes membres.

## Projets et réalisations
Conformément aux dispositions légales, une communauté d'agglomération a pour objet d'associer « au sein d'un espace de solidarité, en vue d'élaborer et conduire ensemble un projet commun de développement urbain et d'aménagement de leur territoire ».
Transports
Conséquence de la fusion entre l’Agglomération de la région de Compiègne (ARC) et la Basse-automne (CCBA), le versement transport déjà perçu sur les communes de plus de 10 salariés de l'ARC est étendu en 2017 à celles de la CCBA au taux de 0,4 % de la masse salariale, qui s'ajoute à celui perçu sur l'ensemble du département, également de  0,4 %, au profit du syndicat mixte des transports collectifs de l’Oise (SMTCO).
Cela s'accompagne de l'extension du réseau de transports compiégnois aux communes de l'ex-CCBA (service de transport à la demande, Allotic, création d'une ligne de bus Verberie ↔ Compiègne).